# Educación sobre el genocidio
La educación sobre el genocidio es aquella que se imparte respecto a las pautas y las tendencias en el fenómeno del genocidio, y a las causas, la naturaleza y el impacto de determinados casos de esta forma de exterminio.

## La educación sobre el genocidio en Ruanda
En el reciente plan de estudios de historia de Ruanda se estipula explícitamente la enseñanza sobre el genocidio de los tutsi de 1994, en particular mediante la comparación de “diferentes genocidios”, con miras a “proponer vías para prevenir que el genocidio vuelva a suceder en Rwanda y otros lugares”. Se ha adoptado un enfoque comparativo, lo que se refleja claramente en el Plan de estudios para el Desarrollo Sostenible de 2015.
En el marco del plan de estudios, basado en la competencia, se mencionan los “estudios sobre el genocidio” como asunto transversal, introduciéndolos así en la enseñanza de diversas materias. Se establece asimismo que los “niños de Rwanda deben conocer el genocidio perpetrado contra los tutsi, así como el Holocausto y otros genocidios”.
La enseñanza sobre el genocidio de los tutsi en Ruanda en 1994, y con ella la introducción de los estudios sobre el genocidio en los libros de texto de historia y los planes de estudios, ha formado parte de un proceso gradual de fomento de la unidad y paz nacional. Este proceso comprendió el establecimiento de una moratoria respecto a ciertos capítulos de la historia de Ruanda en 1995, que concluyó cuando las consideraciones relativas al genocidio de 1994 se introdujeron en el plan de estudios de historia de 2008. Los enfoques recientes se han basado asimismo en el reconocimiento de los efectos desastrosos de la educación en Ruanda previa al genocidio, que contribuyeron a la discriminación de la población tutsi y conformaron el telón de fondo de la ideología que condujo al genocidio. Por el contrario, introducir la historia del genocidio en el sistema educativo supuso un reconocimiento de que las escuelas, así como los entornos de aprendizaje no formales e informales, constituyen vías fundamentales para impartir conocimientos sobre el genocidio y superar el silencio, la negación y el conflicto. Estos cambios corresponden asimismo a una reflexión más profunda sobre las pedagogías apropiadas para ayudar a los alumnos a afrontar el legado del genocidio. De acuerdo con Jean-Damascène Gasanabo, director general del Centro de Investigación y Documentación del Genocidio en la Comisión Nacional para la Lucha contra el Genocidio (CNLG) en Kigali, “este cambio en el plan de estudios se ha completado con una transformación del aprendizaje, al pasar del que se basa en la memorización por repetición, a otro en el que se fomenta el debate y un espíritu de pensamiento y análisis crítico. En este enfoque se considera al alumno un participante activo en la experiencia de aprendizaje, y no un mero receptor silente de la historia a modo de ‘discurso evangélico’”.

Modelo-marco de paz sostenible del Aegis Trust.

En este sentido, el Centro Conmemorativo del Genocidio de Kigali y el Aegis Trust, en asociación con otras organizaciones de Ruanda como el Instituto de Educadores para los Derechos Humanos, han desarrollado programas educativos y de formación docente continua para contribuir al fortalecimiento de capacidades y a la adquisición de conocimientos históricos que les permitan abordar los genocidios y las atrocidades masivas. Tales programas hacen hincapié en el “pensamiento crítico, la empatía y la responsabilidad moral individual”. Analizan ejemplos históricos, principalmente el genocidio del pueblo judío y el de los tutsi, mediante un “modelo/marco de paz sostenible”, con el que se pretende vincular la educación sobre el genocidio (mirada al pasado), a la prevención del genocidio (mirada al presente) y la construcción de la paz (mirada al futuro).

## Educación sobre el Holocausto
La “educación sobre el genocidio” aborda el fenómeno que representa este crimen, mientras que la educación sobre el Holocausto se centra, principalmente, en las causas y la dinámica del genocidio del pueblo judío y las respuestas al mismo. Sin embargo, ambos campos se encuentran cada vez más interconectados. Estudios sobre el genocidio (relativos a la investigación académica sobre las tendencias más generales y las pautas del genocidio y las atrocidades masivas), así como la educación acerca de este crimen, se han generalizado en universidades e institutos de enseñanza, ya que el genocidio y las atrocidades masivas constituyen fenómenos recurrentes en el mundo. Los estudios se han ampliado para examinar las teorías acerca del modo en que sucede el genocidio, y los motivos por los que acaece. Lógicamente, todo genocidio es un acontecimiento histórico único. La educación sobre un determinado evento del Holocausto comprende consideraciones sobre el concepto, la planificación, y la ejecución de ese genocidio, y puede propiciar reflexiones respecto al modo en que lo que aprendemos del Holocausto puede contribuir a la prevención de las atrocidades masivas en la actualidad.

## El enfoque de género
Las personas expertas del ámbito académico y educadores reconocen y analizan cada vez más el género como una dimensión del genocidio y otras atrocidades masivas. Es posible que los educadores deseen considerar el modo en que el género influye, afecta y se manifiesta en el genocidio, desde las estrategias de los autores de estos crímenes, a las experiencias de sus víctimas.
Históricamente, la mayoría de las atrocidades las han cometido los varones. No obstante, Adam Jones, experto dedicado al estudio del genocidio, señala que “cuando las mujeres, junto con los varones, son movilizadas, obligadas, animadas o autorizadas a participar en un  genocidio  u  otro  acto  de  violencia  atroz,  no  suelen  mostrar  mayores  reticencias  que  los  varones  (a  menudo  reticentes)”.  Wendy  Lower,  por  ejemplo,  estudió  el  papel  de  las  mujeres alemanas durante el Tercer Reich, y determinó que, en relación con su papel en la sociedad alemana y su posición profesional, las mujeres participaron en la comisión de crímenes “como fervientes administradoras, ladronas, torturadoras, y asesinas”.
El género puede conformar y determinar tanto las experiencias de las víctimas, como los métodos empleados por los autores de los genocidios y las atrocidades masivas. Los papeles  relegados con frecuencia al ámbito de las mujeres pueden influir en el destino de estas. Por ejemplo, como cuidadoras tradicionales, las mujeres que proporcionan cuidados directos a niños o familiares de edad avanzada pueden menoscabar o suprimir sin advertirlo su propia capacidad para sobrevivir a la violencia genocida. Al mismo tiempo, los autores de los crímenes suelen acosar de manera diferente a los varones y las mujeres. Durante el Holocausto, a las embarazadas y a las madres de niños de corta edad se las clasificó sistemáticamente como “incapaces de trabajar”. En consecuencia, las mujeres se encontraron a menudo siendo las primeras en ser enviadas a las cámaras de gas. La intención de los agresores de lograr una alteración simbólica y física de la reproducción del grupo situó con frecuencia a las mujeres y las niñas como víctimas de una violencia sexualizada, como las violaciones en masa o la esterilización forzada. También existen casos en los que niños y varones han sido objeto de abusos sexuales de manera sistemática. Las transgresiones de las normas de género como la homosexualidad o la transexualidad han servido igualmente como motivos para determinadas acciones dirigidas contra varones y mujeres.